# Cryptocarya wilsonii
Cryptocarya wilsonii là loài thực vật có hoa trong họ Nguyệt quế. Loài này được Guillaumin miêu tả khoa học đầu tiên năm 1932.